# Olifant

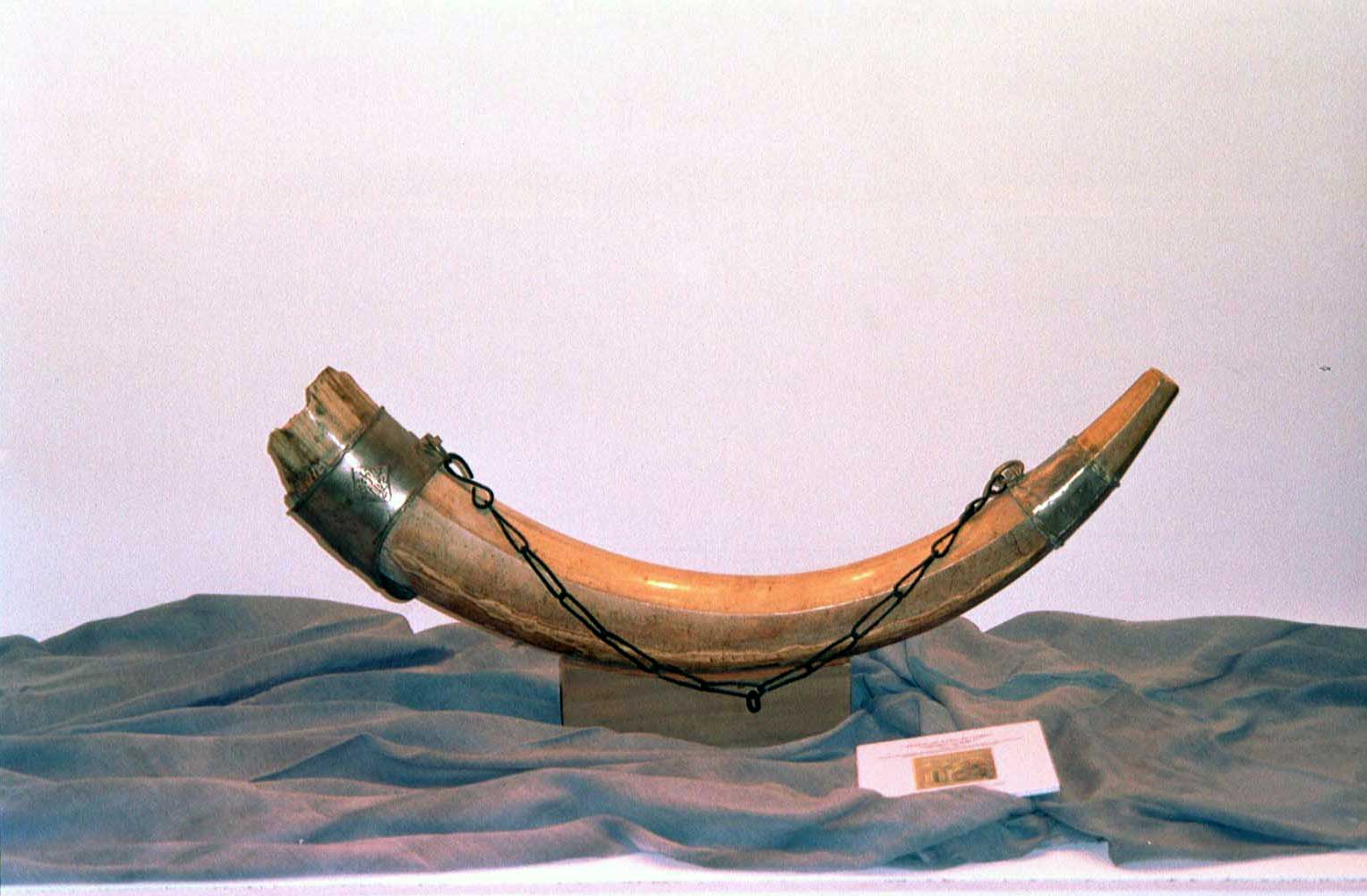
"Rolands olifant" visas i katedralen i Santiago de Compostela. Även i Vituskatedralen i Prag finns en olifant som sägs ha tillhört Roland

Olifant är signalhorn snidade av elefantbetar (namnet olifant härrör från elefant). Hornen har sitt ursprung i Bysans och användes under medeltiden av ryttare i det kristna Europa och i arabvärlden för att under strid kalla på sina män. Olifanter användes ända in på 1400-talet och är idag värdefulla konstföremål. Senare tiders olifanter tillverkades i stora mängder av tjurhorn.
Ett berömt exempel från litteraturen är Rolands olifant från Rolandssången.